# Францішек Себастьян Любомирський
Францішек Себастьян Собестиан Любомирський (варіант імені Франциск-Себастіян, пол. Franciszek Sebastian Sobestyan Lubomirski, бл. 1667 — 4 березня 1699) — князь, військовик, урядник Королівства Польського, власник маєтку в Межирічах Корецьких. Представник роду Любомирських гербу Шренява.

## Життєпис
Народився близько 1667 року в м. Ольштині. Син Єжи Себастьяна Любомирського, великого маршалка коронного, і його другої дружини Барбари Тарло (?—1675), удови червоногородського та ольштинського старости Яна Олександра Даниловича (?—1654) гербу Топор (за іншими даними, першої дружини Констанції Лігензянки). Його братами були, зокрема, Геронім Августин, Станіслав Геракліуш та Єжи Домінік Любомирські. Посідав уряд ольштинського старости (згаданий 1669 року), був ротмістром панцерним у 1683 році.
Одружений не був, дітей не мав. Помер 4 березня 1699 року у Варшаві[джерело?]. Був похований у крипті базиліки Святого Хреста у Варшаві.